# Gheorghe Doja (Ialomița)
Gheorghe Doja é uma comuna romena localizada no distrito de Ialomiţa, na região de Muntênia. A comuna possui uma área de  km² e sua população era de 2805 habitantes segundo o censo de 2007.